# Енес Кантер Фрідом
Енес Кантер Фрідом (англ. Enes Kanter Freedom, нар. 20 травня 1992, Цюрих, Швейцарія) — американський професійний баскетболіст турецького походження, центровий, останньою командою якого була «Бостон Селтікс» з НБА. З 2008 по 2015 рік — гравець національної збірної Туреччини. Відомий своє критикою щодо Реджепа Тайїпа Ердогана, прихильник Руху Ґюлена.

## Ігрова кар'єра

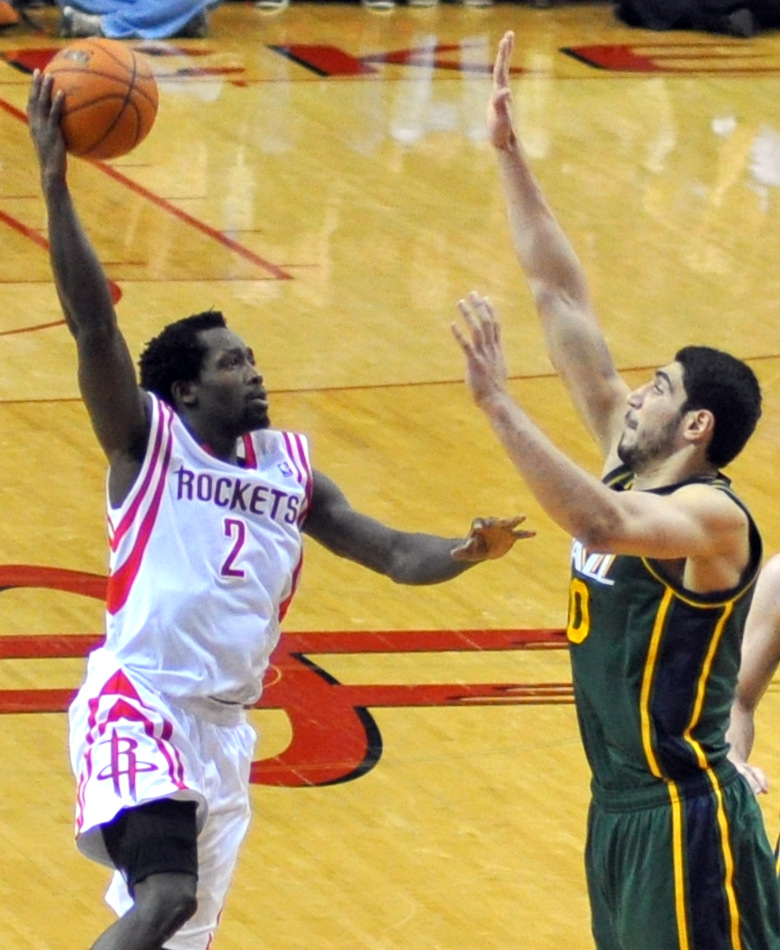
Кантер (праворуч) захищається проти Патріка Беверлі

Починав грати у баскетбол у дублюючій команді клубу «Фенербахче», де провів один сезон, зігравши також у дев'яти матчах у складі основної команди. Отримавши пропозицію підписати професійний контракт з першою командою «Фенербахче» відмовився та переїхав до США, щоб виступати один рік у старшій школі Стоунридж (Сімі-Валлі, Каліфорнія).
У лютому 2010 року підписав угоду про приєднання до «Кентакі Вайлдкетс», однак NCAA оголосило, що Кантер не має права виступати у змаганнях під їх егідою, оскільки граючи за «Фенербахче» отримав близько 33 тис. доларів винагороди, що було понад ліміту студентської організації.
2011 року був обраний у першому раунді драфту НБА під загальним 3-м номером командою «Юта Джаз». Захищав кольори команди з Юти протягом наступних 4 сезонів. 6 грудня 2014 року у матчі проти «Нью-Орлінс Пеліканс» набрав 29 очок, що стало його рекордом в НБА.
З 2015 по 2017 рік грав у складі «Оклахома-Сіті Тандер». 1 квітня 2015 року набрав 30 очок у програшному матчі проти «Даллас Маверікс». 6 квітня у матчі проти «Портленд Трейл Блейзерс» набрав 33 очки та 20 підбирань, ставши першим гравцем в історії франшизи, кому підкорились ці показники в одному матчі.
2017 року став гравцем «Нью-Йорк Нікс», куди разом з Дагом Макдермоттом та майбутнім драфт-піком був обміняний на Кармело Ентоні.
25 листопада 2018 року в матчі проти «Мемфіс Гріззліс» набрав 21 очко та рекордні в кар'єрі 26 підбирань. 7 лютого 2019 року був відрахований з команди.
13 лютого 2019 року підписав контракт з «Портленд Трейл Блейзерс». У першому матчі першого раунду плей-оф проти «Оклахоми» набрав статистичну лінію з 20 очок та 18 підбирань, яку підкоряли лише два гравці в історії плей-оф НБА — Білл Волтон та Ламаркус Олдрідж.
17 липня 2019 року перейшов до складу «Бостон Селтікс».
20 листопада 2020 року був обміняний назад до «Портленда».
13 серпня 2021 року підписав мінімальний однорічний контракт ветерана з «Бостоном». 10 лютого 2022 року був обміняний до «Г'юстон Рокетс», які відрахували його через кілька днів.

## Виступи за збірну
У складі молодіжної збірної Туреччини ставав бронзовим призером чемпіонату Європи 2009 року. У складі національної збірної своєї країни брав участь у Євробаскеті 2011.

## Статистика виступів

### Регулярний сезон
| Сезон   | Команда       | GP  | GS  | MPG  | FG%  | 3P%   | FT%  | RPG  | APG | SPG | BPG | PPG  |
| ------- | ------------- | --- | --- | ---- | ---- | ----- | ---- | ---- | --- | --- | --- | ---- |
| 2011–12 | Юта           | 66  | 0   | 13.2 | .496 | .000  | .667 | 4.2  | .1  | .3  | .3  | 4.6  |
| 2012–13 | Юта           | 70  | 2   | 15.4 | .544 | 1.000 | .795 | 4.3  | .4  | .4  | .5  | 7.2  |
| 2013–14 | Юта           | 80  | 37  | 26.7 | .491 | .000  | .730 | 7.5  | .9  | .4  | .5  | 12.3 |
| 2014–15 | Юта           | 49  | 48  | 27.1 | .491 | .317  | .788 | 7.8  | .5  | .5  | .3  | 13.8 |
| 2014–15 | Оклахома-Сіті | 26  | 26  | 31.1 | .566 | .750  | .776 | 11.0 | 1.1 | .5  | .5  | 18.7 |
| 2015–16 | Оклахома-Сіті | 82  | 1   | 21.0 | .576 | .476  | .797 | 8.1  | .4  | .3  | .4  | 12.7 |
| 2016–17 | Оклахома-Сіті | 72  | 0   | 21.3 | .545 | .132  | .786 | 6.7  | .9  | .4  | .5  | 14.3 |
| 2017–18 | Нью-Йорк      | 71  | 71  | 25.8 | .592 | .000  | .848 | 11.0 | 1.5 | .5  | .5  | 14.1 |
| 2018–19 | Нью-Йорк      | 44  | 23  | 25.6 | .536 | .318  | .814 | 10.5 | 1.9 | .4  | .4  | 14.0 |
| 2018–19 | Портленд      | 23  | 8   | 22.3 | .577 | .250  | .735 | 8.6  | 1.4 | .6  | .4  | 13.1 |
| 2019–20 | Бостон        | 58  | 7   | 16.9 | .572 | .143  | .707 | 7.4  | 1.0 | .4  | .7  | 8.1  |
| 2020–21 | Портленд      | 72  | 35  | 24.4 | .604 | .250  | .774 | 11.0 | 1.2 | .5  | .7  | 11.2 |
| 2021–22 | Бостон        | 35  | 1   | 11.7 | .526 | .400  | .857 | 4.6  | .2  | .1  | .4  | 3.7  |
| Кар'єра | Кар'єра       | 748 | 259 | 21.5 | .548 | .289  | .777 | 7.8  | .9  | .4  | .5  | 11.2 |

### Плейофф
| Сезон   | Команда       | GP | GS | MPG  | FG%  | 3P%   | FT%   | RPG | APG | SPG | BPG | PPG  |
| ------- | ------------- | -- | -- | ---- | ---- | ----- | ----- | --- | --- | --- | --- | ---- |
| 2012    | Юта           | 4  | 0  | 10.8 | .438 | —     | .000  | 4.0 | .3  | .0  | 1.0 | 3.5  |
| 2016    | Оклахома-Сіті | 18 | 0  | 18.0 | .551 | .143  | .844  | 6.2 | .3  | .3  | .6  | 9.4  |
| 2017    | Оклахома-Сіті | 5  | 0  | 9.1  | .385 | —     | 1.000 | 1.8 | .2  | .0  | .8  | 4.8  |
| 2019    | Портленд      | 16 | 14 | 28.8 | .514 | .250  | .756  | 9.7 | 1.2 | .7  | .6  | 11.4 |
| 2020    | Бостон        | 11 | 0  | 9.3  | .524 | 1.000 | .500  | 3.9 | .6  | .0  | .0  | 4.5  |
| 2021    | Портленд      | 5  | 0  | 11.2 | .500 | —     | 1.000 | 2.6 | .0  | .0  | .4  | 2.0  |
| Кар'єра | Кар'єра       | 59 | 14 | 17.5 | .514 | .211  | .777  | 5.9 | .6  | .3  | .5  | 7.6  |

## Особисте життя
Народившись у Швейцарії, невдовзі повернувся з батьками на батьківщину до Туреччини. Після переїзду до США став прихильником Фетхуллаха Ґюлена, який є персоною нон ґрата у Туреччині. Після спроби державного перевороту в Туреччині 2016 року жорстко розкритикував президента Реджепа Таїпа Ердогана. Невдовзі батьки Кантера публічно відмовились від свого сина через його політичні погляди та рекомендували йому змінити своє прізвище. Незважаючи на це, його батько все одно втратив роботу професора університету під час післяпутчевих чисток.
20 травня 2017 року Турецьке посольство анулювало паспорт Кантера, позбавивши його таким чином громадянства. А в самій Туреччині на нього завели кримінальну справу за зв'язки з «терористичною групою», за якою йому загрожує до чотирьох років позбавлення волі. У січні 2019 року він не поїхав з командою до Лондона, через побоювання щодо своєї безпеки у Європі. З цієї ж причини він не відвідував матчі у Торонто. Як повідомляло ESPN, ФБР видало Кантеру спеціальний комунікаційний пристрій, який дозволяє в потрібну мить дати сигнал організації про свою небезпеку.
У жовтні 2021 року назвав китайського лідера Сі Цзіньпіна «брутальним диктатором» та висловив свою підтримку Руху за незалежність Тибету. У відповідь китайський уряд заборонив трансляції «Бостон Селтікс» на території Китаю.
29 листопада 2021 року отримав громадянство США та змінив своє ім'я на Енес Кантер Фрідом.